# Солом'янська вулиця (Київ)
Солом'янська вулиця — вулиця в Солом'янському районі міста Києва, місцевості Солом'янка, Олександрівська слобідка, Залізничний масив. Пролягає від Солом'янської площі до вулиць Клінічної та Миколи Амосова.
Прилучаються вулиці Генерала Шаповала, Максима Кривоноса, Олексіївська, Новодачний провулок, вулиці Григорія Кочура, Романа Ратушного, Андрія Головка, Народна і Протасів Яр.

## Історія
Початковий відрізок вулиці виник в 1-й половині XX століття під назвою Нова (показаний на карті Києва 1943 року), згідно з довідником «Вулиці Києва», мав назву провулок Урицького, полягав уздовж території Солом’янського кладовища.
Сучасну назву вулиця отримала 1955 року, від місцевості Солом'янка, з якої вона бере початок. Первісно закінчувалася поблизу Олексіївської вулиці.
Згодом у 1961 році до вулиці було приєднано Малоокружну вулицю (виникла у 1950-х роках, назву набула 1955 року). Відтоді вулиця має сучасний вигляд та протяжність. Протягом 2001–2003 років вулицю було частково реконструйовано.
12 грудня 2024 року найменовано безіменний сквер на перехресті із вулицею Григорія Кочура на честь Андрія Жованика.

## Установи та заклади
- Апеляційний суд міста Києва (буд. № 2а).
- Державний університет телекомунікацій (буд. № 7).
- Державна служба спеціального зв'язку та захисту інформації України (Держспецзв'язку) (буд. №13).
- Міська клінічна лікарня № 4 (буд. № 17).
- Відділення зв'язку № 110 (буд. № 22).
- Державна архівна служба України, Центральний державний архів вищих органів влади та управління України, Центральний державний історичний архів України, м. Київ, Центральний державний кінофотофоноархів України імені Г. С. Пшеничного, Центральний державний електронний архів України (буд. № 24).